# Rosenhain (Kronach)
Rosenhain ist ein Gemeindeteil der Kreisstadt Kronach im Landkreis Kronach (Oberfranken, Bayern).

## Geographie
Die Einöde liegt im Tal der Kronach. Ein Anliegerweg führt zur Staatsstraße 2200 (0,1 km südöstlich), die nach Dörfles (1 km nordöstlich) bzw. nach Kronach zur B 173/303 verläuft (2,1 km südlich).

## Geschichte
Rosenhain wurde nach 1940, jedoch vor 1952 auf dem Gemeindegebiet von Dörfles gegründet. Am 1. Januar 1978 wurde Rosenhain im Zuge der Gebietsreform in Bayern in Kronach eingegliedert.

### Einwohnerentwicklung
| Jahr      | 001950 | 001961 | 001970 | 001987 |
| Einwohner | 5      | 3      | 8      | 5      |
| Häuser    | 1      | 2      |        | 2      |
| Quelle    | [ 5 ]  | [ 8 ]  | [ 9 ]  | [ 1 ]  |

## Religion
Die Katholiken sind nach St. Johannes der Täufer (Kronach) gepfarrt.